# Liste der Bodendenkmale in Tümlauer-Koog
In der Liste der Bodendenkmale in Tümlauer-Koog sind die Bodendenkmale der Gemeinde Tümlauer-Koog nach dem Stand der Bodendenkmalliste des Archäologischen Landesamts Schleswig-Holstein von 2016 aufgelistet.
| Denkmal-ID           | Befundart           | Bezeichnung                     | Zeitstellung | Lage | Bemerkungen                                   | Bild |
| -------------------- | ------------------- | ------------------------------- | ------------ | ---- | --------------------------------------------- | ---- |
| aKD-ALSH-Nr. 001 704 | Befestigung > Deich | Ringdeichtränke „Tümlauer Koog“ |              |      | Gesamtdurchmesser 65 m, Teichdurchmesser 23 m |      |
| aKD-ALSH-Nr. 001 705 | Befestigung > Deich | Ringdeichtränke „Tümlauer Koog“ |              |      | Gesamtdurchmesser 48 m, Teichdurchmesser 29 m |      |